# Петър Попович (шахматист)
Вижте пояснителната страница за други личности с името Петър Попович.
Петър Попович е сръбски шахматист, гросмайстор. Роден е на 14 февруари 1959 г. в Орловат, Югославия.
Става международен майстор през 1977 и гросмайстор през 1981.
Най-известните му успехи са:
- 1-во място на турнира в Печ през 1980;
- 1-во място на турнира в Нови Сад през 1981;
- 2-ро място на турнира в Нови Сад през 1984;
- 2-ро място на турнира в Кан през 1986;
- 4-то място на турнира в Белград през 1987.

През 1986 и 1988 играе на Шахматната олимпиада в националния отбор на Югославия.

## Партии на Петър Попович
Попович – Мариянович, Югославия, 1979:
1.e4 c5 2.Кf3 d6 3.Кc3 a6 4.g3 Кc6 5.Оg2 g6 6.d4 cxd4 7.Кxd4 Оd7 8.Кd5 e6 9.Кe3 Дc7 10.O-O Оg7 11.Кxc6 bxc6 12.Кc4 d5 13.exd5 cxd5 14.Оxd5 Тd8 15.Оf4 Дc5 16.Кd6+ Цe7 17.c4 exd5 18.Кb7 Дxc4 19.Тc1 Дb5 20.Тe1+ Оe6 21.Тc7+ Цe8 22.Тxf7 Оf6 23.Тc7 Дb6 24.Дg4 Кe7 25.Тxe6 Дd4 26.Кxd8 1-0
Петър Попович срещу Филип Шлосер - Бърно, Чехия, 1992:
1.e4 c5 2.Кf3 e6 3.d4 cxd4 4.Кxd4 a6 5.Оd3 Оc5 6.Кb3 Оa7 7.O-O Кc6 8.Дg4 Qf6 9.Кc3 Кge7 10.Оg5 Дg6 11.Дh4 Кe5 12.Оe2 (12.Оxe7?? Кf3+) 1-0 черните са беззащитни срещу двойния удар 13.Оh5, взема дамата и 13.Оxe7.